# Erg Amguid

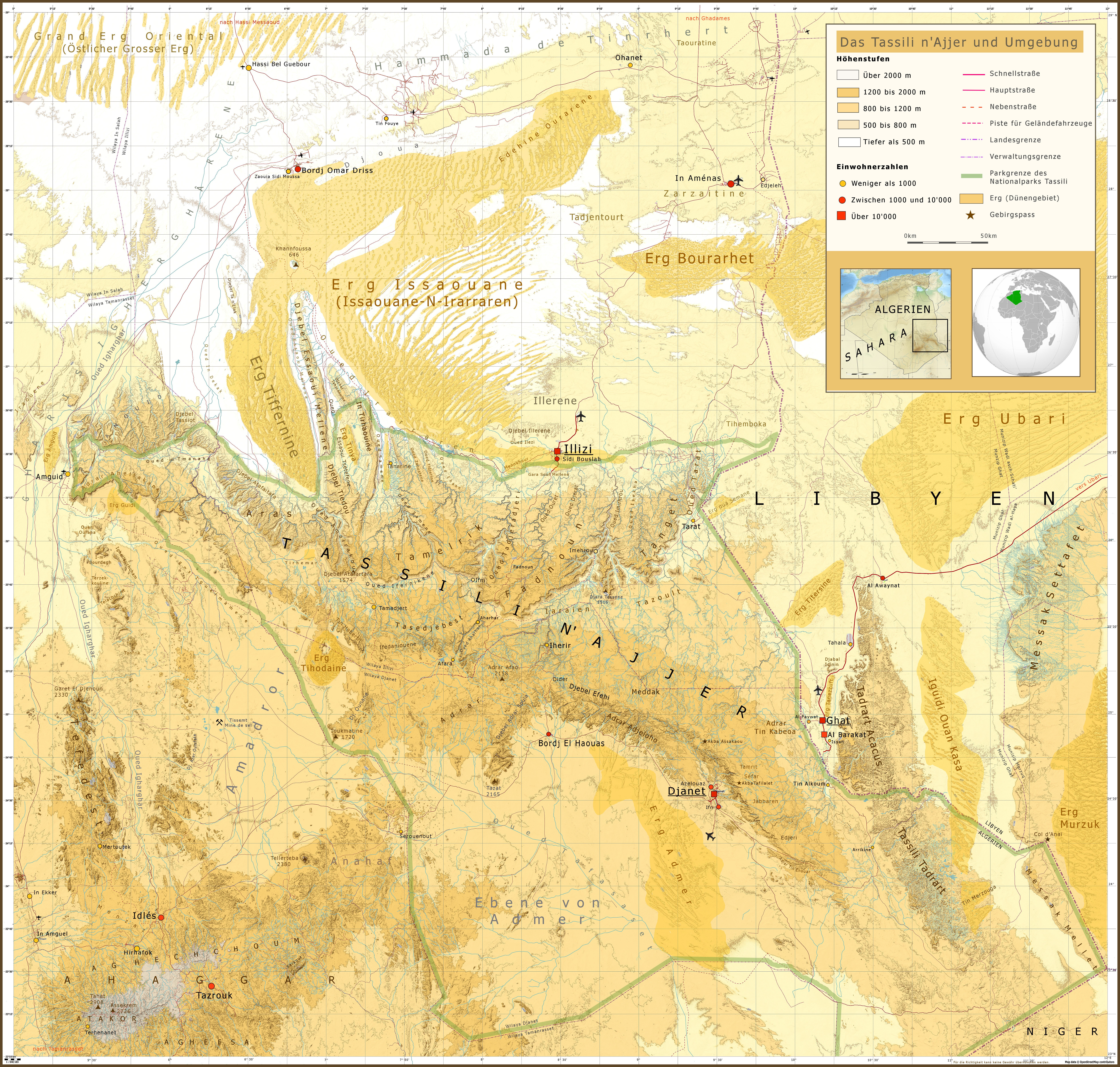
Topografische Karte des Tassili n'Ajjer. Der Erg Amguid liegt ganz im Westen.

Der Erg Amguid (arabisch عرق أمقيد) ist eine kleine Sandwüste (Erg) der Sahara in der südalgerischen Provinz Tamanrasset.

## Topografie
Der Erg Amguid weist eine Längserstreckung von 37 km in Nord-Süd-Richtung auf und ist maximal 12 km breit. Seine Fläche beträgt 280 km².
Die flache Umrahmung des Ergs weist Höhen um 580 m bis 640 m auf. Die darüber aufgebauten Dünen erreichen Höhen bis zu 310 m. Die höchsten Dünenkämme liegen bei 890 m.
Im Osten wird der Erg Amguid vom weiten Tal des Oued Igharghar begleitet, unmittelbar östlich davon befinden sich die westlichsten Ausläufer des Tassili n'Ajjer-Gebirges und der Rand des Nationalparks Parc culturel du Tassili. Im Westen des Ergs verläuft das Tal des Oued I-n-Gharis (Oued Rharis).

## Vegetation und Besiedelung
Innerhalb des vollkommen vegetationslosen Ergs gibt es keinerlei Besiedlung. Das Dorf Amguid liegt etwa 7 km südöstlich des Ergs.

## Verkehr
Die nicht asphaltierte Nationalstraße RN 54 (Piste) von Bordj Omar Driss im Nordosten über Amguid nach In Ekker im Süden verläuft nur wenige Kilometer östlich des Erg Amguid. Im Westen, Norden und Süden wird der Erg von einigen Pisten gesäumt, welche nur mit Allradfahrzeugen befahren werden können.
Innerhalb des Ergs gibt es keinerlei Verkehrswege.